# 十二氢合十二硼酸根
十二氢合十二硼酸根，化学式 [B12H12]2−，有着正二十面体结构，每个硼原子都连接一个氢原子。

## 制备和反应
十二氢合十二硼酸根 [B12H12]2−的存在性最早由 H. C. Longuet-Higgins 和M. de V. Roberts 在1955年预测。五年后，Hawthorne 和Pitochelli 首次通过2-碘癸硼烷和三乙胺在80 °C的苯溶液中的反应，首次得到十二氢合十二硼酸盐。更方便的制备方法可通过硼氢化钠的两步制备而成。首先，使用三氟化硼的乙醚加合物将硼氢化物转化为八氢合三硼酸盐：
5 NaBH4 + BF3 → 2 NaB3H8 + 3 NaF + 2 H2
之后热解八氢合三硼酸盐，可以得到十二氢合十二硼酸钠。其它合成方法也被发表了。
十二氢合十二硼酸盐在空气中稳定，不与热氢氧化钠和盐酸反应。十二氢合十二硼酸根可以被电氧化成 [B24H23]3−。
B
12H2−
12被过氧化氢羟基化，可以得到 [B12(OH)12]2−。

## 潜在应用
基于 [B12H12]2− 离子的化合物用于放射性离子152Eu3+ 和241Am3+的溶剂提取已评估。
[B12H12]2−、[B12(OH)12]2− 和[B12(OMe)12]2− 可用于药物释放。它们会形成笼式结构，已被用于制造非靶向的高性能MRI造影剂，并在肿瘤组织中持久存在。
[B12H12]2− 的盐是癌症治疗中的潜在治疗剂。对于中子捕获治疗中的应用，十二氢合十二硼酸盐的衍生物增加了中子辐照治疗的特异性。中子辐射会导致硼-10在肿瘤附近发射α粒子。